# Slaptinci
Slaptinci je naselje u slovenskoj Općini Svetom Juriju ob Ščavnici. Slaptinci se nalazi u pokrajini Štajerskoj i statističkoj regiji Pomurju. 

## Stanovništvo
Prema popisu stanovništva iz 2002. godine naselje je imalo 139 stanovnika.